# Basmalah Gralind
 (avril 2024).
Basmalah Gralind (née le 16 novembre 2008), est une actrice indonésienne.

## Biographie
Basmalah est le deuxième enfant, elle a une sœur aînée nommée Balqiss Gralind.

## Carrière
Basmalah a été finaliste de l'événement Parenting Cover Hunt en 2011. La même année, elle fait ses débuts d'actrice dans le feuilleton Khadijah dan Khalifah.
En 2019, Basmalah a joué Lara dans le film Perjanjian dengan Iblis.

## Filmographie

### Film
| Année | Titre                   | Rôle        | Remarques |
| ----- | ----------------------- | ----------- | --------- |
| 2019  | Perjanjian dengan Iblis | Lara        |           |
| 2019  | MatiAnak                | Anna        |           |
| 2019  | Habibie & Ainun 3       | Petit Ainun |           |
| 2020  | Anak Pantai             | Neneng      |           |